# Zastava Adigeje
Zastava Adigeje se sastoji od dvanaest zvezda i tri strelice na zelenoj podlozi. Zelena boja je simbol islama, dvanaest zvezda predstavljaju dvanaest plemena koja su se ujedinila u borbi za nezavisnost protiv Rusije. Devet zvezda u luku predstavljaju devet "aristokratskih" plemena, dok tri horizontalne zvezde prestavljaju tri "demokratska" plemena. Tri strelice simbolišu jedinstvo i hrabrost. Zastavu je originalno nacrtao britanski delegat Dejvid Ugart 1830. a usvojena je nakon pada Sovjetskog saveza.